# Bataille d'Herdonia (212 av. J.-C.)
Pour les articles homonymes, voir Bataille d'Herdonia.
Deuxième guerre punique
Batailles
219 av. J.-C. : Sagonte
218 av. J.-C. : Rhône, Cissa, Tessin, La Trébie
217 av. J.-C. : Victumulae, Plaisance, Èbre, Lac Trasimène, Geronium
216 av. J.-C. : Cannes, Selva Litana, Nola (1re)
215 av. J.-C. : Cornus, Dertosa, Nola (2e)
214 av. J.-C. : Nola (3e) 
 213 av. J.-C. : Syracuse
212 av. J.-C. : Capoue (1re), Silarus, Herdonia(1re)
 211 av. J.-C. : Bétis, Capoue (2e)
210 av. J.-C. : Herdonia (2e), Numistro
209 av. J.-C. : Asculum, Carthagène
208 av. J.-C. : Baecula
207 av. J.-C. : Grumentum, Métaure
206 av. J.-C. : Ilipa, Carthagène (2e) (ca)
204 av. J.-C. : Crotone
203 av. J.-C. : Utique, Grandes Plaines
202 av. J.-C. : Zama
La première bataille d'Herdonia est une bataille de la deuxième guerre punique qui s'est déroulée en -212. Elle opposait les troupes romaines du préteur Gneius Fulvius Flacus aux troupes carthaginoises, commandées par Hannibal Barca. C'est une victoire écrasante des Carthaginois.

## Situation stratégique
Hannibal avait détruit les armées romaines en Campanie, lors de la bataille de Silarus. Évitant l'affrontement avec les armées consulaires à Cumes, il choisit de se replier en Apulie, laissant Capoue accessible aux Romains.
Hasdrubal Barca, avait quitté l'Espagne pour l'Afrique, afin d'y soumettre Syphax avec l'aide de Massinissa, et les frères Scipion avaient entrepris le recrutement de mercenaires de Cantabrie en prévision de leur campagne contre les Carthaginois.
Herdonia est le nom donné dans l'Antiquité à l'Ordona actuelle dans les Pouilles.

## Déroulement
Fulvius et son armée ne prirent conscience de la présence d'Hannibal que tardivement. Rendus excessivement confiants par de récentes victoires et chargés de butin, ils acceptèrent la bataille, bien que probablement surpassés en nombre.
Hannibal déploya son armée sur la plaine devant son campement, tout en envoyant environ 3 000 soldats de l'infanterie légère à l'extrémité de son flanc gauche, pour y effectuer une attaque surprise à partir des zones boisées et des fermes qui s'y trouvaient.
Il envoya également 2 000 Numides pour s'emparer des routes sur les arrières de Fulvius.
En raison soit de l'habileté des Carthaginois, soit de l'insuffisance des éclaireurs romains, ces mouvements passèrent inaperçus.
Les troupes carthaginoises qui surpassaient en nombre les Romains, même après en avoir détaché 5 000 hommes, attaquèrent immédiatement, écrasant leur adversaire.
Fulvius prit immédiatement la fuite avec 200 soldats.
Il semble qu'environ seulement 2 000 soldats romains, sur un total de près de 18 000, purent échapper au massacre.
Tactiquement le mouvement ressemble au piège tendu par Hannibal lors de la bataille de Geronium